# Nathanael Greene
Nathanael Greene (7. august 1742 – 19. juni 1786) var en generalmajor i Den kontinentale armé under den Amerikanske uafhængighedskrig. Da krigen brød ud var Greene menig i militsen – den lavest mulige rang. Han kom ud af krigen med et ry som George Washingtons dygtigste og mest pålidelige officer. Mange steder i De Forenede Stater er opkaldt efter ham.

## Før krigen
Han var søn af en kvækerlandmand og smed. Han blev født i Potowomut i byen Warwick, Rhode Island, den 27. juli, 1742 (7. august efter moderne tidsregning). Selv om hans fars sekt ikke gik ind for "litterære færdigheder" uddannede Greene sig selv med et specialstudie i matematik, militær taktik og jura. Præsten Ezra Stiles, den senere præsident for Yale University, udøvede en stor indflydelse på den unge Nathanaels liv. I 1770 flyttede Greene til Coventry, Rhode Island, for at overtage driften af den familieejede smedje (støberi), kort før hans fars død. Der var han den første til at tilskynde til etablering af en kommuneskole, og samme år blev han valgt som medlem af Rhode Islands Generalorsamling, hvortil han blev genvalgt i 1771, 1772 og 1775. Det kan ikke fastslås med sikkerhed, at han var medlem af Generalforsamlingen, da der ikke er nogen omtale af det i hans private papirer, og da der var flere samtidige med det navn i Rhode Island. Han havde stor sympati for "Whiggerne" eller Patrioterne blandt kolonisterne. I 1774 giftede han sig med Catherine Littlefield Greene fra Block Island. "Caty", som hun kaldtes af sine venner, havde boet i East Greenwich med sin onkel og tante (William og Catharine [Ray] Greene fra Greene Farm, East Greenwich, R.I.), siden hendes moder døde, da hun var 10 år gammel. Hendes onkel var en af lederne af Whig Partiet og guvernør i Rhode Island. Hendes tante og navnesøster, Catherine Ray, var en nær ven og brevskriver med Benjamin Franklin fra 1751-1784. Nathanael Greene og Catherine Littlefield blev gift i den "bedste stue" på Greene Farm, East Greenwich, R.I., hvor der i dag hænger en indrammet invitation til deres bryllup.
I august 1774 hjalp Greene med til at organisere en lokal milits, som blev grundlagt som Den kentiske Garde i oktober. Hans deltagelse i gruppen blev udfordret, fordi han var en smule halt. Det var på det tidspunkt, at han begyndte at købe mange dyre bøger om militær taktik og begyndte at lære sig selv krigskunsten. I december 1774 sad han i et udvalg, som var udpeget af Generalforsamlingen, som skulle revidere de militære love. Der har været spekuleret over, om hans ildhu mht militære pligter stammede fra, at han var blevet udstødt af kvækerne; men hans adskillelse fra Society of Friends var mere gradvis og begyndte faktisk med hans ægteskab med Cathy. På den tid var ægteskab med en ikke-kvæker udstødelsesgrund.

## De tidlige krigsår
Den 8. maj 1775 blev han forfremmet fra menig til brigadegeneral i Rhode Islands observationsarmé, der blev dannet som svar på belejringen af Boston. Han blev udpeget til brigadegeneral i Den kontinentale armé af den kontingentale kongres den 22. juni 1775. George Washington overdrog Greene kommandoen over byen Boston, efter at den var blevet rømmet af William Howe i marts 1776.
I breve fra oktober 1775 og januar 1776 til Samuel Ward, der var en delegeret fra Rhode Island i den kontinentale kongres, gik han ind for en uafhængighedserklæring. Den 9. august 1776 blev han forfremmet til at være en af fire nye generalmajorer og fik kommandoen over tropperne på Long Island. Han valgte stedet, hvor der skulle bygges befæstninger og byggede skanserne og skyttegravene i Fort Putnam (stedet, hvor der i dag ligger Fort Greene) øst for Brooklyn Heights. Alvorlig sygdom forhindrede ham i at tage del i slaget om Long Island. Greene var også også en frimurer fra Rhode Island og bar en frimurerjuvel, en gave fra hans kammerat Marquis de Lafayette, på sin krop under hele uafhængighedskrigen.
Greene var en fremtrædende skikkelse blandt de, som rådede til en tilbagetrækning fra byen New York, og at den skulle brændes af, så briterne ikke kunne bruge den. Han fik kommandoen over Fort Lee på New Jersey-siden af Hudson floden. Den 25. oktober 1776 efterfulgte han general Israel Putnam som kommandant over Fort Washington, som lå på den anden side af floden overfor Fort Lee. Han fik ordre fra Washington om at forsvare Fort Washington til sidste blodsdråbe, og den 11. oktober 1776 vedtog Kongressen en resolution med samme indhold, men senere skrev Washington til ham, at han skulle bruge sin egen dømmekraft. Greene gav oberst Robert Magaw, som havde den direkte kommando over fortet, ordre til at forsvare stedet, indtil han hørte fra Greene igen og forstærkede det for at kunne møde general Howes angreb. Alligevel fik han skylden for at forterne Washington og Lee gik tabt, men tilsyneladende uden at Washington mistede troen på ham, og denne tog selv ansvaret.
I slaget ved Trenton havde Greene kommandoen over en af to amerikanske kolonner. Efter sejren her tilskyndede han Washington til straks at rykke frem til Princeton, men blev nedstemt af krigsrådet. I slaget ved Brandywine, havde Greene kommandoen over reserven. I slaget ved Germantown nåede Greenes styrke, som havde længere at marchere end den højre fløj under John Sullivan, ikke frem i ordentlig tid: en fejl, som Greene selv troede ville få Washington til at miste troen på ham; men da de endelig nåede, frem udmærkede Greene og hans tropper sig på slagmarken.
På indtrængende opfordring fra Washington den 2. marts 1778 i Valley Forge, overtog han stillingen som generalkvartermester. Hans indsats på denne vanskelige post, som Washington var særdeles tilfreds med, er blevet betegnet som "så godt som det var muligt under omstændighederne for den svingende usikre styrke." Han var imidlertid blevet kvartermester under den forudsætning, at han fortsat skulle have ret til at lede tropper i felten. Han havde derfor ledelsen af højre fløj i slaget ved Monmouth den 28. juni 1778. I august havde Greene og Lafayette kommandoen over landstyrkerne, der blev sendt til Rhode Island for at samarbejde med den franske admiral d'Estaing ved en ekspedition (Slaget ved Rhode Island), som slog fejl. I juni 1780 havde Greene kommandoen i Slaget ved Springfield. I august trådte han tilbage som generalkvartermester efter en lang og bitter skrid med Kongressen om indblanding i hærens administration fra finansministeriets side og fra kommissærer udpeget af Kongressen. Greene havde hårdnakket diskuteret med Kongressen om, hvorledes man skulle forsyne Den kontinentale armé. Kongressen gik ind, for at enkeltstaterne skaffede udstyr, hvilket allerede havde vist sig at være en ineffektiv måde, da den føderale regering stort set ikke kunne styre delstaterne. En måned før Washington udpegede ham til leder af West Point, faldt det i hans lod at være retsformand ved krigsretten, der den 29. september 1780 dømte major John André til døden.

## Kommando i syden
Kongressen havde været uheldig ved valget af hærchefer i syden. Det havde valgt Robert Howe, og han havde mistet Savannah. Den havde valgt Benjamin Lincoln, og han havde mistet Charleston. I sommeren 1780 ved Camden, South Carolina, angreb briterne den 16. august hæren under Horatio Gates. Hæren brød sammen og flygtede i vild forvirring. Det efterlod vejen åben for Charles Cornwallis til at samle loyalisterne i Syden og flytte krigen til Virginia. Han planlagde at bruge havnene i Syden til at flytte mænd og udstyr ind i landets indre i North og South Carolina.
Da Gates efterfølger skulle vælges, valgte Kongressen at overlade valget til Washington. Den 5. oktober besluttedes det, at '"Den øverstkommanderende pålægges hermed at udpege en officer til at lede den sydlige armé i stedet for generalmajor Gates." Washington tøvede ikke med at vælge. Dagen efter, at han havde modtaget en kopi af resolutionen, skrev han til Nathanael Greene på West Point: "Det er mit ønske at udpege Dem.". Kongressen godkendte valget og gav Greene kommandoen over alle tropper fra Delaware til Georgia med ekstraordinært omfattende fuldmagter "under kontrol af den øverstkommanderende". Greene overtog kommandoen i Charlotte, North Carolina den 2. december. Brigadegeneral Isaac Huger fra den kontinentale armé i South Carolina blev udpeget til næstkommanderende. Han var en af de pålidelige ledere i staten.

## Det strategiske tilbagetog
Hæren var svag og dårligt udstyret og stod over for en større styrke under Charles Cornwallis. Greene besluttede at dele sin styrke og tvang således briterne til også at dele sig og skabte dermed muligheden for et strategisk samspil mellem styrkerne. Denne strategi førte til general Daniel Morgans sejr i slaget ved Cowpens den 17. januar 1781, hvor 90% af den britiske styrke blev dræbt eller taget til fange.
Med over 800 fanger indledte Morgan et strategisk tilbagetog og trak sig nordpå mod Salisbury, hvor han sluttede sig til Greene i Slaget ved Cowan`s Ford ved Catawba floden, hvor en styrke bestående af Patriotiske Militser udkæmpede en lille træfning med Charles Cornwallis` styrker. Greene skrev derefter til Huger om at flytte sine tropper til Guilford Courthouse. Da han ankom til Guilford den 9. februar, samlede Greene sine officerer i felten til et krigsråd og stillede spørgsmålet, om hæren skulle give sig i kamp. Det blev besluttet, at indtil videre skulle hæren fortsætte med at trække sig tilbage for at samle flere styrker og udskyde et sammenstød med Cornwallis. Den 10. februar skrev han til Patrick Henry og bad om flere tropper, "Hvis det er muligt for Dem at fremskaffe femten hundrede frivillige og straks lade dem marchere til min assistance, vil den britiske hær være udsat for en meget kritisk og farlig situation."
"De vil formentlig kunne finde mig på nordsiden af floden Dan. Jeg må gentage, at det nuværende tidspunkt er af allerstørste betydning og kræver den største og mest inspirerede indsats."

## Kapløbet om at nå Dan River
Samtidig dannede Greene et særligt let korps, som skulle ledes af oberst Otho Williams, som skulle dække hovedhærens tilbagetrækning. I et brev til George Washington den 9. februar beskrev han den '"lette arme"' som han havde dannet under Williams som bestående af: "kavaleri fra 1. og 3. regiment og Legionen der består af 240, en afdeling på 280 infanterister under oberstløjtnant Howard, infanteriet i oberstløjtnant Lees Legion og 60 riffelskytter fra Virginia Riflemen, så der i alt er 700 mand, som sammen med militsen vil få ordre til at genere fjenden under dennes fremrykning, bremse ham og om muligt give os lejlighed til at trække os tilbage uden større slag." Han skrev også: "Jeg indkaldte til en rådslagning, som enstemmigt anbefalede at undgå slag, og øjeblikkelig tilbagetrækning til den anden side af Roanoke. En kopi af referatet har jeg den ære at vedlægge." Den genforenede hær bestod kun af 2.036 mand, inklusive 1.426 regulære tropper. Oberst Edward Carrington sluttede sig til styrken med besked om, at både var blevet sikret langs Dan River i Virginia, så de kunne samles med nogle få timers varsel. Den britiske hær var i Salem kun 40 km fra Guilford. Dette var den 10. februar.
Den 14. februar var Greenes hær undsluppet briterne og krydsede Dan River ved Irvines færge i Halifax County, Virginia med både, der blev leveret fra Boyds færgeri i Halifax og fra Dix`s færgeri i Caswell County, North Carolina. Cornwallis fik nyheden i løbet af aftenen. Floden var for dyb til at kunne krydses uden både, og alle både var på den modsatte bred. Greene havde vundet kapløbet Arkiveret 7. august 2008 hos  Wayback Machine.
"Denne amerikanske tilbagetrækning, som fortsatte gennem hele North Carolina betragtes som en af de bedste militære præstationer nogensinde." Dennis M. Conrad, Projektleder og redaktør af The Papers of General Nathanael Greene (Webside ikke længere tilgængelig)
I et brev til general John Butler skrev Greene: "Jeg har nogen forventning om at opsamle en tilstrækkelig stor styrke i dette county til, at jeg kan handle offensivt og efterfølgende jage Lord Cornwallis, som han har jaget mig."

## Slaget ved Guilford Court House
Efter kun at have ligget en uge i lejr ved Halifax Court House havde Greene tilstrækkelige løfter om hjælp og rapporter om, at hjælp var på vej, til at krydse tilbage over floden. Greene og hovedstyrken af hæren krydsede tilbage over Dan River ind i North Carolina den 22. februar. Derefter forfulgte Greene Cornwallis, og det kom til kamp den 15. marts 1781 i slaget ved Guilford Court House i North Carolina i et område, han selv havde valgt. Greene blev besejret, men kostede Cornwallis et stort tab af mænd. Tre dage efter dette slag trak Cornwallis sig tilbage mod Wilmington. Greenes ledelse og vurdering blev igen bemærkelsesværdigt illustreret i de følgende få uger, hvor han tillod Cornwallis at rykke nordpå til Virginia mens han selv hurtigt koncentrerede sig om generobringen af det indre af South Carolina. Det havde han afsluttet i slutningen af juni på trods af et tilbageslag overfor Lord Rawdons i slaget ved Hobkirk's Hill (3 km nord for Camden) den 25. april. Fra den 22. maj til den 19. juni 1781 gennemførte Greene belejringen af Ninety-Six, som endte resultatløst. Disse kampe hjalp den britiske styrke med at nå kysten.
Greene gav derefter sin styrke en seks ugers pause på High Hills ved Santee River, og den 8. september gik han med 2.600 mand mod briterne under oberstløjtnant Alexander Stewart i slaget ved Eutaw Springs. Amerikanere, som faldt i dette slag, blev udødeliggjort af den amerikanske forfatter Philip Freneau i hans digt fra 1781 "Til minde om modige amerikanere." Slaget, som taktisk set endte uafgjort, svækkede briterne så meget, at de trak sig tilbage til Charleston, hvor Greene holdt dem indesluttet i resten af krigen. Greenes sydlige felttog udviste bemærkelsesværdige strategiske elementer. Han var god til at dele, undslippe og trætte sine modstandere ved lange marcher, og i slagene tvang han briterne til at betale dyrt for midlertidige fordele; en pris, de ikke havde råd til at betale. Han blev stærkt hjulpet af dygtige underordnede, herunder den polske ingeniør Tadeusz Kościuszko, de dygtige kavaleriofficerer Henry ("Light-Horse Harry") Lee og William Washington samt partisanlederne Thomas Sumter, Andrew Pickens, Elijah Clarke, og Francis Marion.

## Aktiviteter efter krigen
North og South Carolina og Georgia tildelte Greene store summer og jordbesiddelser, herunder godset "Boone's Barony," syd for Edisto, South Carolina i Bamberg County, South Carolina. Det solgte han for at kunne betale regninger for rationer til sin sydlige arme. Efter to gange at have afslået posten som krigsminister slog Greene sig i 1785 ned på sit gods i Georgia "Mulberry Grove," 22 km ovenfor Savannah. Han døde på sit gods den 19. juni 1786 af solstik.
Greene var usædvanlig dygtig og ligesom andre fremtrædende generaler på den amerikanske side en selvlært soldat. Han stod kun tilbage for Washington blandt officererne i den amerikanske hær, hvad angår militær kunnen, og var den eneste general ud over Washington og Henry Knox, der gjorde tjeneste i alle krigens otte år. Ligesom Washington var han dygtig til at bruge små midler med størst mulig fordel. Hans holdning over for briterne var human og endda venlig. Han forsvarede endda Gates, som flere gange havde intrigeret mod ham, da Gates håndtering af felttoget i syden blev kritiseret.

## Citater
- "Jeg vil forsvare mine rettigheder og bevare min frihed eller miste livet i forsøget herpå."
- "Det havde været lykken for mig, hvis jeg kunne have levet et privat liv i fred og overflod, og nyde al den lykke som kommer fra et velafpasset samfund, der er baseret på gensidig agtelse. Men den skade, der er tilføjet mit land, og de slavelænker der smedes for al fremtid, kalder mig frem for at forsvare vore fælles rettigheder og slå dem, som angriber frihedens sønner"

Nathanael Greene til sin kone, Catharine Littlefield Greene.
- "Vi kæmper, bliver slået, rejser os og kæmper igen."
- "At lære er ikke en dyd, men måden at bringe os i forbindelse med den. Integritet uden viden er svag og ubrugelig, og viden uden integritet er farlig og skrækkelig. Lad disse være vore motiver for handling gennem livet, hjælp til dem, som er i nød, afsløring af falskhed, besejring af undertrykkele og spredning af glæde."
- "Tillad mig da med hjertets oprigtighed og parat til til enhver tid at bløde for mit land, at anbefale en Uafhængighedserklæring, og bede Verden og den almægtige Gud, som styrer den at være vidne om nødvendigheden, rimeligheden og retfærdigheden i den."
- (Om Slaget ved Bunker Hill) "Jeg vil ønske ,at vi kan sælge dem endnu en bakke til samme pris som Bunker Hill."
- "Vi er soldater, som vier os til våben, ikke for at invadere andre lande, men for at forsvare vort eget, ikke for tilfredsstillelse af vore egne private interesser, men for fælles sikkerhed."
- "Jeg håber, at dette er den mørke del af natten, som i almindelighed kommer lige før daggry".

## Mindesmærker
Der er utallige byer, amter og parker, der er opkaldt efter Nathanael Greene over hele Amerika. Hertil kommer fire kuttere fra Kystvagten, som er opkaldt efter ham. Der var også en atomubåd, som blev opkaldt efter ham. Andre skibe omfatter et af hærens fragtskibe fra 1904, et Liberty-skib fra 1942, der blev sænket af en ubåd under 2. verdenskrig, samt en 128-fods slæbebåd, som fortsat er i tjeneste.
Et monument, hvorunder hans rester ligger begravet, står på Johnson Square i Savannah (1829). Hans statue repræsenterer sammen med den af Roger Williams, staten Rhode Island i National Hall of Statuary i kongresbygningen i Washington. I samme by er der en bronzerytterstatue af ham skabt af Henry Kirke Brown i midten af Stanton Park. Der er også en lille statue af Greene skabt af Lewis Iselin, Jr. foran kunstmuseet i Philadelphia.
Han erindres også med en rytterstatue af Francis H. Packard på slagmarken i Slaget ved Guilford Courthouse i nærheden af vore dages Greensboro, North Carolina, byen som blev opkaldt efter ham. Greeneville, Tennessee er også opkaldt efter ham. I 2006 blev der i byen Greenville, South Carolina, der også er opkaldt efter ham, afsløret en statue af Greene skabt af T. J. Dixon og James Nelson på hjørnet mellem South Main og Broad Street.